# One Stop Direct
One Stop Direct Ltd. (ou simplement One Stop) est une entreprise anglaise qui exerce son activité dans l'édition de logigiels

Logo Original de One Stop Direct

## Description
One Stop Direct est un éditeur de logiciel anglais fondé en 1993 qui publie des logiciels informatiques bureautiques et des jeux vidéo,,, ainsi que des logiciels multimédia dans le domaine de la cuisine ou du fitness.
En janvier 1997, GT Interactive Software rachète One Stop Direct, pour 800 000 dollars en espèces,. L’entreprise devient filiale de GT Value Products, une filiale de GT Interactive Software qui contrôle les marques de logiciels informatiques du groupe.
Lors du rachat de GT Interactive Software en 1999 par Infogrames Entertainment, la propriété de One Stop Direct est transféré à Infogrames Entertainment, renommé Atari SA en mai 2009 qui la conserve jusqu'à sa fermeture le 19 septembre 2013.